# Aeropuerto Internacional General Santos
El Aeropuerto Internacional General Santos (en tagalo: Paliparang Pandaigdig ng Heneral Santos; en cebuano: Tugpahanang Pangkalibutanon sa Heneral Santos) (IATA: GES, ICAO: RPMR) es un aeropuerto internacional alternativo ubicado en la ciudad de General Santos, en el sur de Filipinas que sirve a la mayor área de Soccsksargen (Región XII). El espacio se encuentra en el Barangay Fátima, y se trata del aeropuerto más grande de la isla de Mindanao, y se clasifica oficialmente como un aeropuerto internacional por la Autoridad de Aviación Civil de Filipinas (CAAP) , una agencia de gobierno que se encarga de la gestión y las operaciones del Aeropuerto Internacional General Santos y todos los demás aeropuertos del país a excepción de los aeropuertos internacionales regulares.
Inaugurado el 6 de julio de 1996 para servir a la afluencia de visitantes, atletas y participantes que vinieron de diferentes partes del país que estaban tomando parte en los 42a  Palarong Pambansa anuales ( Juegos Nacionales ) que se celebró en el área de Cotabato del Sur, Sarangani y el general Santos (SOCSARGEN) en ese momento.